# Satyrus defecta
Satyrus defecta är en fjärilsart som beskrevs av Hermann Stauder 1921. Satyrus defecta ingår i släktet Satyrus och familjen praktfjärilar. Inga underarter finns listade.